# Percuphone
 (novembre 2024).
Le percuphone est un instrument de musique inventé en 1970 par Patrice Moullet.

## L'instrument
À l'origine acoustique (cordes frappées), l'instrument est actuellement une interface électromécanique pour piloter manuellement et en temps réel les systèmes de production sonore numérique.
L'instrument comporte 256 voix de polyphonie, une banque de 20 000 sons sur ordinateur (sampleurs virtuels) et une interface octophonique fire wire.
Cet instrument a été mis au point avec le concours d'Alstom pour la motorisation et de l'Ircam pour l'interface de conversion analogique. 57 prototypes ont été réalisés depuis sa création.

## Utilisations
Principales intégrations dans le spectacle vivant :
- 1970-1984 : Catherine Ribeiro et le groupe Alpes
- 1984 : Ariane Mnouchkine (acquisition permanente)
- 1987 : Création d'un prototype monumental pour L'inhumaine de Marcel L'Herbier

Tournée internationale : Théâtre des Champs-Élysées, Tokyo, Osaka, Stockholm, Athènes, Madrid.
Création du premier prototype numérique. Conception et réalisation par Patrice Moullet pour la pièce de Bernard Noël Le château de scène : 30 représentations au Bataclan (Paris).
Le percuphone a fait l'objet de nombreuses modifications en fonction de l'avancement des nouvelles technologies et de sa participation aux spectacles : Grand Palais (Europe de créateurs), Parc de la Villette (2004), Parvis de la Défense (2005).
Deux autres percuphones appartiennent à la ville de Montluçon (Musée des musiques populaires) et à James Trussart (original metal guitar - Los Angeles).